# Personaggi di Excel Saga
Questa è la lista dei personaggi di Excel Saga, manga scritto e disegnato da Kōshi Rikudō. La maggior parte di questi compaiono anche nella serie televisiva anime.

## ACROSS

Il Palazzo con Excel e Hyatt

### Excel
Excel (エクセル?, Ekuseru)
Doppiata da: Kotono Mitsuishi (ed. giapponese), Federica De Bortoli (ed. italiana)
Il suo vero nome è sconosciuto, infatti Excel rappresenta un nome in codice. Nel manga vengono citati anche altri nomi per l'impiego civile quali Hanako Dosukoi (usato anche nell'anime) e Chocho Convoy. Il soprannome con cui si fa chiamare dagli altri membri dell'ACROSS è Ecchan. È la protagonista della storia. Muore nel primo episodio dell'anime, ma viene riportata in vita dalla Grande Volontà del Grande Universo e si arruola nell'ACROSS. Nel fumetto, sin dall'inizio, è il n°2 dell'ACROSS e, per quanto la sua posizione venga successivamente minacciata prima da un pupazzo, poi da Hyatt ed infine da Elgarla, riesce comunque a difendere la piramide gerarchica. A differenza dell'anime, nel manga Excel pare godere della piena fiducia de Il Palazzo, in virtù essenzialmente della sua fedeltà cieca ed assoluta e della sua estrema poliedricità. In considerazione di ciò, valuta sé stessa la persona più importante sulla Terra, dopo naturalmente il capo supremo dell'ACROSS. È il comandante dei membri combattenti. Il suo nome deriva dal nome di un hotel di Fukuoka: l'Hakata Excel Tokyu.

### Sua Eccellenza Il Palazzo
Sua Eccellenza Il Palazzo (イルパラッゾ?, Iru Parazzo)
Doppiato da: Takehito Koyasu (ed. giapponese), Luca Ward (ed. italiana)
Comandante supremo dell'ACROSS. Generalmente non ha alcuna pazienza con Excel e capisce subito che Hyatt è dotata di migliori capacità intellettive, e spesso preferisce discutere con lei delle missioni. Nell'anime, durante le operazioni, Sua Eccellenza Il Palazzo non fa nulla e aspetta che le sue due tirapiedi tornino alla sede. È possibile infatti vederlo giocare con videogiochi, suonare e cantare con il proprio gruppo rock, e così via. Non è comunque un essere umano comune, come testimoniano i suoi strani occhi da gatto e i suoi superpoteri, di cui si avrà un assaggio solo alla fine. Possiede anche una personalità distorta, che risulta evidente anche nel manga. Mentre nell'anime Sua Eccellenza Il Palazzo rappresenta solamente una parodia del classico “Cattivo”, nel manga risulta essere una personalità seria e geniale. Come il Dottor Kababu, è un sopravvissuto dell'antica civiltà di Solaria (nella storia ha più di 20.000 anni) ed usa queste tecnologie per raggiungere il suo obiettivo: la conquista del mondo. Così come quelli di Excel e Hyatt, il suo nome deriva da quello di un hotel di Fukuoka, Il Palazzo, progettato da Aldo Rossi.

### Hyatt
Hyatt (ハイアット?, Haiatto)
Doppiata da: Omi Minami (ed. giapponese), Perla Liberatori (ed. italiana)
Ovvero Chihaya Ayasugi (rispettivamente nome in codice e nome di copertura), soprannome Hacchan. Nell'anime arriva sulla Terra con un'astronave dei Puchuu, alieni caratterizzati da un aspetto innocuo ma assolutamente malvagi. Nel manga invece viene assunta direttamente da Sua Eccellenza Il Palazzo dopo un incontro. La particolarità di questa ragazza è che muore senza motivo, a volte vomitando sangue, per poi resuscitare poco dopo. Quando è in vita è costantemente anemica e si esprime con un filo di voce. L'anime ed il manga non spiegano i motivi di questa strana malattia. Nell'anime è la preferita di Sua Eccellenza, ma nel manga la sua posizione è più incerta (non viene comunque mai punita). Nel manga la sua capacità principale è l'abilità con le armi da fuoco. Tuttavia nel 14º volume sarà catturata da Watanabe ed a lui assegnata in custodia. Nella stessa occasione, perderà la memoria. Come per Excel e Sua Eccellenza Il Palazzo, anche il suo nome deriva da un Hotel della città di Fukuoka: Grand Hyatt Hotel.

### Elgarla
Elgarla (エルガーラ?, Erugāra)
Ovvero Kasumi Munakata (rispettivamente nome in codice e di copertura) soprannome EL. Introdotta nel manga successivamente alla conclusione dell'anime, dove quindi non compare, è il terzo membro dell'ACROSS. Quando parla con sé stessa, solitamente lo fa ad alta voce. Ha un particolare modo di dire che usa spesso quando parla, che si riferisce al suo nome: ed è: "elgarlamente" ("elgarlamente parlando, glielo giuro elgarlamente"). Talvolta le vengono assegnate delle missioni segrete. Nel manga la sua capacità speciale è l'abilità con le armi bianche, in particolarità la katana. A differenza di Hyatt ed Excel, tiene moltissimo alla sua femminilità ed alla cura della sua persona, come si vede specialmente quando ricopre il ruolo di office lady (segretaria). Adora i beni di lusso. Ha doti fisiche notevoli. Col passare del tempo si stabilirà una sorta di feeling e complicità con Excel in una relazione del tipo amiche/nemiche. Apparentemente è l'unica che voglia bene a Frattaglia, ma non è così, infatti è la più propensa a cucinarla alle prime vicissitudini.

### Frattaglia
Frattaglia (メンチ?, Menchi)
Doppiata da: Satomi Kōrogi (ed. giapponese), Cristina Noci (ed. italiana)
Cagnolina abbandonata dal suo padrone si ritrova nelle mani di un'affamata Excel che vede in lei soltanto una scorta di cibo di emergenza e più di una volta è tentata di divorarla, anche se alla fine non lo fa mai. Un paio di episodi dell'anime sono incentrati esclusivamente sulle sue avventure, nel tentativo di scappare dall'appartamento di Excel e Hyatt. La sigla finale è "abbaiata" (cantata) interamente da lei, con il supporto di una traduzione simultanea.

## Ufficio sicurezza e garanzia ambientale

### Dottor Kababu
Dottor Kababu (蒲腐?, Kabapu)
Doppiato da: Ryūzaburō Ōtomo (ed. giapponese), Michele Kalamera (ed. italiana)
Un uomo dalla strana capigliatura e dai baffi girevoli (e staccabili), è a capo del dipartimento ma ha anche un misterioso potere nella città, al punto che prende decisioni in completa autonomia e non ha problemi ad usare la forza della sua Squadra Comunal-Combattente per sconfiggere il crimine. Nel manga si scopre che l'uomo viene dalla città di "Solaria", simile ad Atlantide, e ha un passato collegato a Sua Eccellenza Il Palazzo. Il suo obiettivo è la distruzione della tecnologia di Solaria per impedire che la catastrofe che ha distrutto il suo paese d'origine si ripeta. Ha più di 20.000 anni.

### Momochi
Momochi (百道?, Momoji)
Doppiata da: Yumiko Nakanishi (ed. giapponese), Rachele Paolelli (ed. italiana)
Segretaria efficientissima e braccio destro del dottor Kababu. Non si conosce altro di lei.

### Tooru Watanabe
Tooru Watanabe (渡辺通?, Tōru Watanabe)
Doppiato da: Ryōtarō Okiayu (ed. giapponese), Nanni Baldini (ed. italiana)
Watanabe vive nello stesso appartamento di Iwata e Sumiyoshi, ed è vicino di Excel e Hyatt, di cui è innamorato. Dopo la sua cattura, Hyatt, priva di memoria, gli viene assegnata in custodia, con sua somma gioia.

### Norikuni Iwata
Norikuni Iwata (岩田紀國?, Iwata Norikuni)
Doppiato da: Shōtarō Morikubo (ed. giapponese), Massimiliano Alto (ed. italiana)
Innamorato dell'originale Ropponmatsu, Iwata è mal tollerato da chiunque lo conosca, probabilmente per la sua passione sfrenata per le donne, con cui ci prova continuamente. Dopo essere morto a causa di un tumore al colon, viene riportato in vita da Shiouji come Cyborg, col nome di Mitsukoshi (questi avvenimenti si riferiscono al manga).

### Daimaru Sumiyoshi
Daimaru Sumiyoshi (住吉大丸?, Sumiyoshi Daimaru)
Il più intelligente del gruppo, basso e grasso, non parla mai e si esprime solo tramite stringhe di testo che compaiono nell'anime come se fosse in un fumetto. Nel manga si fa la conoscenza di sua sorella Kanal (molto carina, parla come il fratello) e dei suoi genitori (il padre ha un aspetto normale e parla alla maniera di Sumiyoshi. La madre invece è identica al figlio ma si esprime in maniera normale). Come i suoi familiari, Sumiyoshi parla il dialetto del Kansai.

### Misaki Matsuya
Misaki Matsuya (松屋美咲?, Matsuya Misaki)
Doppiata da: Yuka Imai (ed. giapponese), Barbara De Bortoli (ed. italiana)
Intelligente e attraente, è estremamente votata all'azione. Iwata le sta sempre addosso ma lei lo trova particolarmente repellente e non esita ad usare la forza bruta con lui. Nel manga veniamo a sapere che lei e Iwata erano compagni di college e che lei alla fine se n'è innamorata (tuttavia fa molta attenzione a non farlo scoprire, soprattutto allo stesso Iwata).

### Ropponmatsu
Ropponmatsu (六本松?, Ropponmastu)
Doppiate da: Satsuki Yukino (Ropponmatsu) e Satomi Kōrogi (Nishinki), Stella Musy (Ropponmatsu) e Francesca Manicone (Nishinki) (ed. italiana)
Un robot creato dal dottor Gojyou Shiouji dal corpo estremamente femminile che conquista immediatamente Iwata, che dovrà vederla esplodere almeno un paio di volte durante gli episodi. Viene poi prodotta una Ropponmatsu aggiornata, "Second" anche conosciuta come "Nishinki", che al contrario della sorella ha il corpo di una bambina ed è iperattiva (per questo mal sopportata dal gruppo). Fino alla fine le due sono affette da problemi di programmazione che fanno usualmente fallire le loro missioni. Nell'anime verranno consegnate a casa di Excel e Hyatt, delle quali se ne innamoreranno in una puntata, essendo state programmate per innamorarsi delle prime persone che avrebbero visti (che infatti sono Excel e Hyatt, che erano addette alla consegna dei pacchi contenenti i due robot). Nello stesso episodio moriranno per salvare la vita alle due protagoniste, dimostrando il loro amore.

### Dottor Gojyou Shiouji
Dottor Gojyou Shiouji (四王子五条?, Shiōji Gojō)
Doppiato da: Kazuhiko Inoue (ed. giapponese), Francesco Bulckaen (ed. italiana)
Creatore delle Ropponmatsu e del robot di Kababu, adora passare il suo tempo libero al parco vicino a casa sua ad osservare le bambine giocare. Solo nell'episodio 26 si scopre che effettivamente è un vero e proprio pedofilo. Nel manga invece la sua pedofilia è assimilabile al caso di Lewis Carroll ed ha delle precise radici psicologiche Infatti, il comportamento ossessivo e morboso verso di lui della madre Miwa ha indotto un odio per le donne (per inciso, non è gay ed ha il massimo ribrezzo per i maschi. Infatti quando 'resuscita' come cyborg Iwata, è reso disperato dal fatto di aver lavorato su un corpo maschile), in particolare se prosperose come lei. A ciò si somma il fatto di essere stato innamorato della cugina Umi Rengaya, sua coetanea, da bambini (in sostanza rivede nelle bambine del parco la “sua” Umi). Umi, di cui apparentemente è ancora innamorato, ricambiato, è la sua assistente e l'unica autorizzata ad accedere alla sua casa ed al suo laboratorio ma sfortunatamente ha sviluppato con la crescita un fisico mozzafiato ed un seno prosperoso, anche se certamente non come quello di Miwa. Ha un forte complesso di inferiorità sia nei confronti del padre, scomparso, che dell'ossessiva madre.

### Dottor Miwa Rengaya-Shiouji
Dottor Miwa Rengaya-Shiouji (四王寺 美和?, Shiouji Miwa)
Madre di GoJyou. Dopo la scomparsa del marito, il suo carattere è cambiato radicalmente evidenziando una forte distorsione della personalità, di cui l'ossessione morbosa per il figlio ne è un esempio. Si suppone che sia l'unica quantomeno in grado di mettersi in contatto col marito. È l'unica in grado di entrare (non autorizzata) in casa di Goiyou e di hackerare Ropponmatsu. Ha la mania di palpare i seni ed abbracciare (fino a far soffocare) chi incontri. Non compare nell'anime.

### Dottor Tenmangu Shiouji
Dottor Tenmangu Shiouji (四王寺 天満宮?, Shiouji Tenmangū)
Padre di Goiyou. Geniale inventore di Ropponmatsu. Tutti i suoi appunti e ricerche sono custoditi dalla madre. Non si conosce altro di lui. Non compare nell'anime.

### Umi Rengaya
Umi Rengaya (連歌屋 宇美?, Rengaya Umi)
Cugina di Shiouji e suo amore d'infanzia (ed attuale), è la sua assistente ed unica autorizzata ad accedere a casa sua. Attualmente svolge presso il cugino, di cui è a sua volta innamorata, il suo praticantato. È una fanatica del Cosplay. Sfortunatamente, non ha ereditato, oltre al fisico affascinante, anche l'intelligenza che caratterizza la sua famiglia. Non compare nell'anime.

## Abitanti della Città F

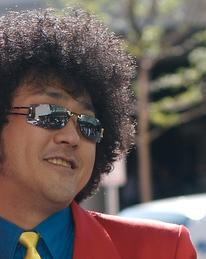
Shin'ichi Watanabe vestito come Nabeshin

### Nabeshin
Nabeshin (ナベシン?, Nabeshin)
Doppiato da: Shin'ichi Watanabe (ed. giapponese), Roberto Del Giudice (ed. italiana)
L'alter ego del regista (infatti il suo nome deriva dall'ultima e prima sillaba del cognome e nome del regista, Watanabe Shinichi), ha i capelli gonfi "alla afro" (che fanno parte anche del look del suo alter ego reale, con somiglianza a Spike Spiegel), è vestito come Lupin III (nella versione italiana ha anche lo stesso doppiatore) e compare casualmente negli episodi, coinvolto soltanto nella sottotrama di Pedro, anche se in qualche occasione troverà il modo di interagire con gli altri personaggi, come quando fa defluire l'acqua che allagava l'ACROSS nell'episodio 7. Alla fine dell'anime si sposerà con Kumi Kumi, una ragazza che in alcune brevi scenette lo inseguiva cercando di costringerlo a mangiare una minestrina. Non compare nel manga.

### Koshi Rikdo
Koshi Rikdo (六道神士?, Rikudō Kōshi)
'Doppiato da: Wataru Takagi (ed. giapponese), Luca Dal Fabbro (ed. italiana)
L'autore del manga di Excel Saga, appare nella storia soltanto per dare la sua approvazione ad ogni singolo episodio. Nel primo però vediamo Excel in missione che tenta di ucciderlo nella sua stanzetta. Alla fine dell'ultimo episodio si scontra con Nabeshin in un duello in chiesa. Non compare nel manga.

### Pedro Domingo
Pedro Domingo (ドミンゴペドロ?, Domingo Pedoro)
Doppiato da: Takashi Nagasako (ed. giapponese), Franco Mannella (ed. italiana)
Sfortunatissimo lavoratore brasiliano che lascia la famiglia per poter guadagnare qualcosa in Giappone. Muore nel primo episodio in un incidente sul lavoro causato da Excel; nel frattempo sua moglie si innamora del suo amico Gomez (in realtà un travestimento di Quell'uomo) e viene dimenticato. Torna indietro sotto forma di fantasma e la sua nuova forma subisce una serie di scherzi del destino e maltrattamenti da parte di Quell'uomo, con cui si scontrerà dopo essere diventato un guerriero Afro come Nabeshin. Nel manga compare in una sola vignetta: non ha un ruolo.

### La Grande Volontà del Grande Universo
La Grande Volontà del Grande Universo (大宇宙の大いなる意思?, Daiuchū no Ōinaru Ishi)
Doppiata da: Yūko Mizutani (ed. giapponese), Antonella Rendina (ed. italiana)
Appare nella forma di una piccola galassia circolare con due braccia ai lati e agisce solitamente per risistemare le cose dopo che Excel o qualcun altro sconvolge la situazione. Solitamente riporta indietro le persone morte, funziona come una specie di reset. Si innamora di Pedro, anche se in verità era la compagna di Quell'uomo, e avrà anche una figlia da lui: la Piccola Volontà, un'altra galassia identica alla madre ma di dimensioni minuscole. Non compare nel manga.

### Quell'uomo
Quell'uomo (あの人?, Ano hito)
Doppiato da: Ryōtarō Okiayu (ed. giapponese), Roberto Draghetti (ed. italiana)
Chiamato anche Gomez, il nemico assoluto di Pedro e Nabeshin oltre che uno dei personaggi a capo dell'ACROSS (nell'episodio 26 si scopre che gli altri cinque capi, con cui forma i Sei Grandi dell'ACROSS, hanno il suo stesso aspetto e nomi simili come Codest'uomo, Quest'uomo, Quell'uomo lì, Codest'uomo qua e Quell'uomo là). È un essere totalmente malvagio e dotato di misteriosi superpoteri e cerca di aumentarli a dismisura rapendo la Grande Volontà e la moglie di Pedro. Lo stesso Pedro, con l'aiuto degli spiriti del figlio Sandro, di Nabeshin e degli altri amici del regista, apparsi in precedenti episodi, lo sconfiggerà con la Nabe-hame-ha, colpo segreto insegnatogli da Nabeshin e ovvia parodia della Kame-hame-ha di Dragon Ball. Non compare nel manga.

### Puchuu
I Puchuu (プチュウ?, Puchū)
Doppiati da: Omi Minami (ed. giapponese), Francesca Manicone e Gerolamo Alchieri (ed. italiana)
Alieni a metà tra piccoli e morbidi orsacchiotti e il Pokémon più famoso, sono in realtà particolarmente malvagi. Usano la loro tenerezza per tendere trappole agli esseri umani e succhiare loro la vita. Se colpiti diventano disgustosi, Excel sembra l'unica a trovarli repellenti anche quando sono carini. Il loro ruolo non è chiaro, anche se sembra stiano per invadere la Terra. Non compaiono nel manga.

## Altri personaggi
Nota: tutti questi personaggi compaiono esclusivamente nell'anime.

### Sandro Domingo
Sandro Domingo (ドミンゴサンドラ?, Domingo Sandora)
Doppiato da: ? (ed. giapponese), Daniele De Carolis (ed. italiana)
Figlio di Pedro, gioca a calcio e disegna manga. Ha gli stessi ideali del padre ed è l'unico della famiglia che si ricorda ancora di lui ogni tanto. Odia Quell'uomo e si unirà a suo padre nella battaglia finale dopo essersi trasformato anche lui in un guerriero Afro.

### Sara Cosette
Sara Cosette (セーラー・コゼット?, Sērā Kozetto)
Doppiata da: Akiko Yajima (ed. giapponese), Domitilla D'Amico (ed. italiana)
Piccola bambina che in realtà si rivela essere una spietata assassina. Sua madre è morta prematuramente e Cosette è dovuta diventare un killer per sopravvivere. Appare per la prima volta nell'episodio 8 dell'anime; nell'ultimo episodio diventa un membro dell'ACROSS e trova il modo di conoscere meglio il dottor Shiouji. Malgrado la sua età ha la sesta di seno e la vagina di un'adulta (come dice lei stessa nell'ultimo episodio).

### Purin
Purin (プリン?, Purin)
Una detective apparsa nel 12º episodio, è la figlia di un celebre investigatore deceduto da tempo. Quando Purin indossa il cappello del padre, lo spirito in esso contenuto la possiede e per questo lei cambia personalità: da dolce e svagata diventa rude e volitiva. Kababu manderà i suoi sottoposti Watanabe, Iwata e Sumiyoshi a tirocinio da lei.

### Ann Anzai
Ann Anzai
Doppiata da: Aya Hisakawa (ed. giapponese), Ilaria Latini (ed. italiana)
Una giovane e ricchissima ereditiera apparsa nell'episodio 19; Frattaglia casualmente andrà a finire in mezzo ai suoi bagagli e la ragazza le si affezionerà, portandola con sé in un giro del mondo ricco di avventure e pericoli di ogni sorta.

### Padrone di Frattaglia
Il padrone di Frattaglia
Doppiato da: ? (ed. giapponese), Valerio Ruggeri (ed. italiana)
Un vecchietto che era il precedente padrone di Frattaglia prima che essa finisse tra le grinfie di Excel. Appare per la prima volta nell'episodio 10, al termine del quale muore, ucciso dalla stessa Frattaglia. Si scopre poi, alla sua ricomparsa nell'ep. 19, che è stato ricostruito dalla malvagia associazione HOUNDS (formata da cani antropomorfi), che lo hanno salvato tramutandolo in un cyborg vagamente simile a RoboCop. Ma non è tutto: nello stesso episodio si scopre anche che è lo zio di Ann Anzai, e le ha teso numerose trappole e agguati in tutto il mondo allo scopo di eliminarla e ottenerne l'eredità (casualmente il suo travestimento di cecchino ricorda molto Jigen di Lupin III). Sarà ancora una volta Frattaglia ad eliminarlo definitivamente.

### Tetsuko (Maisha)
Tetsuko
Doppiata da: ? (ed. giapponese), ? (ed. italiana)
Ex fiamma di Nabeshin, imprigionata in una località segreta nella giungla; Excel, nell'episodio 3, sarà costretta a farle compagnia. Porta una maschera di ferro, ma quando la toglie si scopre che le sue fattezze ricordano quelle di Maisha (Meter) di Galaxy Express 999 (nonostante ciò, ha la voce da uomo), ma anche quelle di Julia di Cowboy Bebop (che rievoca citandolo in una scena). Nello stesso episodio viene uccisa e diventa uno degli spiriti che aiuteranno Pedro nella lotta finale contro Quell'uomo.

### Maggiordomo spaziale
Il Maggiordomo Spaziale
Doppiato da: ? (ed. giapponese), Dario De Grassi (ed. italiana)
Uomo di mezza età dalla bizzarra capigliatura colorata, dimora sull'astronave dei Puchuu e li serve anche se controvoglia, perché ipnotizzato dalla loro carineria. Muore durante l'attacco all'astronave madre dei Puchuu condotto da Excel, e, essendo apparentemente un amico di Nabeshin, diventa uno degli spiriti che aiutano Pedro contro Quell'uomo. Sembrerebbe essere una parodia di Garrison, il maggiordomo che appare nella serie Daitarn III.

### Locandiere
Il Locandiere
Omone calvo e sbrigativo che gestisce una locanda in mezzo alle nevi nell'episodio 6, dove Excel e Hyatt alloggeranno. Excel dovrà provvedere alle vivande andando a caccia in mezzo alla foresta. Il locandiere muore travolto da una valanga e diventa l'ultimo spirito che aiuta Pedro e Nabeshin contro Quell'uomo.

### Key
Key (KEY（キー）?, KEY (Kī))
Doppiato da: Takeshi Kusao (ed. giapponese), Patrizio Prata (ed. italiana)
Giovane e androgino rockettaro giapponese che appare nell'episodio 21. Il titolo dell'episodio (Visual K) è un gioco di parole con il suo nome ("Key" si pronuncia come la lettera "K" in inglese) e si riferisce al visual rock, un genere di rock celebre in Giappone in cui conta molto la teatralità dei componenti. Afferma di essere un messaggero della sede centrale dell'ACROSS e di avere un messaggio urgente per Il Palazzo, che nel finale si scoprirà essere nient'altro che una sequela di insulti diretti a quest'ultimo, reo di stare impiegando troppo tempo per conquistare la città F. Excel si innamorerà di lui ma tenterà in ogni modo di evitarlo per fedeltà verso Il Palazzo.

### Excel De Bortoli
Excel De Bortoli (三石エクセル?, Mitsuishi Ekuseru)
Doppiata da: Kotono Mitsuishi (ed. giapponese), Federica De Bortoli (ed. italiana)
Imitatrice di Excel, apparirà in svariati episodi dimostrando di volta in volta la sua totale idiozia. Viene presentata come un idol giapponese, si vedranno spesso sue comparse alla televisione. Una curiosità: il cognome di questa versione di Excel è quello della sua doppiatrice, che per la versione italiana è Federica De Bortoli.

### Hyatt Liberatori
Hyatt Liberatori (南ハイアット?, Minami Haiatto)
Doppiata da: Omi Minami (ed. giapponese), Perla Liberatori (ed. italiana)
Imitatrice di Hyatt, anche lei un idol giapponese. Compare in coppia con Excel De Bortoli, cantando la opening dell'anime. Anche qui il cognome è lo stesso della doppiatrice, Perla Liberatori nell'edizione italiana.